# 科諾普利亞內
47°3′2″N 30°28′42″E / 47.05056°N 30.47833°E
科諾普利亞內（烏克蘭語：Конопляне）是位於烏克蘭西南部的村莊，由敖德萨州贝雷济夫卡区的科諾普利亞內市鎮負責管轄，並為該市鎮的行政中心。該村始建於1936年，面積1.83平方公里，海拔高度26米，2001年人口1,707。